# Gare de Cazères
La gare de Cazères (anciennement Cazères-sur-Garonne) est une gare ferroviaire française de la ligne de Toulouse à Bayonne, située sur le territoire de la commune de Cazères, dans le département de la Haute-Garonne, en région Occitanie.
Elle est mise en service en 1862 par la Compagnie des chemins de fer du Midi et du Canal latéral à la Garonne.
C'est une gare de la Société nationale des chemins de fer français (SNCF) desservie par des trains régionaux TER Occitanie.

## Situation ferroviaire
Établie à 248 mètres d'altitude, la gare de Cazères est située au point kilométrique (PK) 55,814 de la ligne de Toulouse à Bayonne, entre les gares ouvertes de Carbonne et de Martres-Tolosane. Vers Carbonne, s'intercale la gare fermée de Saint-Julien-sur-Garonne.
La gare dépend de la région ferroviaire de Toulouse. Elle est équipée de deux quais : le quai 1 dispose d'une longueur utile de 315 m pour la voie 1, le quai 2 d'une longueur utile de 265 m pour la voie 2.

## Histoire
La station de « Cazères » est mise en service le 9 juin 1862 par la Compagnie des chemins de fer du Midi et du Canal latéral à la Garonne lorsqu'elle ouvre la section de Portet-Saint-Simon à Montréjeau, qui permet la circulation des trains depuis Toulouse.
En 1885, route départementale qui mêne à la gare devient une rue de la commune du fait des maisons qui ont été construites sur ses bords.
Dans les années 2010, la gare qui portait le nom de « Cazères-sur-Garonne » est renommée officiellement « Cazères ».
En 2015, selon les estimations de la SNCF, la fréquentation annuelle de la gare est de 165 169 voyageurs.
En 2019 construction d'une passerelle avec deux ascenseurs pour l'accès aux quais des voyageurs les (Ascenseurs sont mis en service en janvier 2021).

## Fréquentation
De 2015 à 2020, selon les estimations de la SNCF, la fréquentation annuelle de la gare s'élève aux nombres indiqués dans le tableau ci-dessous :
| Année                      | 2015    | 2016    | 2017    | 2018    | 2019    | 2020    | 2021    | 2022    | 2023    |
| -------------------------- | ------- | ------- | ------- | ------- | ------- | ------- | ------- | ------- | ------- |
| Voyageurs seuls            | 169 960 | 163 036 | 171 050 | 132 125 | 152 020 | 123 606 | 161 091 | 205 782 | 236 920 |
| Voyageurs et non voyageurs | 212 450 | 203 795 | 213 813 | 165 156 | 190 025 | 154 508 | 201 364 | 257 228 | 296 150 |

## Service des voyageurs

### Accueil
Gare SNCF, elle dispose d'un bâtiment voyageurs ouvert tous les jours, le guichet restant fermé les week-end et jours fériés. Elle est équipée d'un automate pour l'achat de titres de transport TER.
Depuis décembre 2019 une passerelle permet l'accès aux quais en remplacement du passage planchéié qui permettait la traversée des voies et depuis janvier 2021 des ascenseurs situés de chaque côté de la passerelle sont à disposition des voyageurs.

### Desserte
Cazères est desservie par des trains TER Occitanie qui effectuent des missions entre les gares de Toulouse-Matabiau et de Montréjeau - Gourdan-Polignan, ou de Tarbes, ou de Lourdes, ou de Pau.

### Intermodalité
Un parc pour les vélos (12 consignes et 15 accroches-vélos) et un parking (161 places) pour les véhicules sont aménagés.
La gare est desservie par des « transports à la demande et aux personnes âgées ».